# Corchorus thozetii
Corchorus thozetii är en malvaväxtart som beskrevs av D.A. Halford. Corchorus thozetii ingår i släktet Corchorus och familjen malvaväxter. Inga underarter finns listade i Catalogue of Life.